# Helichrysum stoechas
 Helichrysum stoechas  (L.) Moench., 1794 è una specie di pianta angiosperma dicotiledone della famiglia delle Asteraceae (sottofamiglia Asteroideae).

## Etimologia
Il nome del genere deriva da due parole greche "helios" (= sole) e "chrysos" (= oro) e fa riferimento alla luminosità dei capolini. L'epiteto specifico (stoechas) è un nome usato da Dioscoride (Anazarbe, 40 circa – 90 circa), medico, botanico e farmacista greco antico che esercitò a Roma ai tempi dell'imperatore Nerone, per una pianta di lavanda che cresce sulle Isole di Hyères (Francia).
Il nome scientifico della specie è stato definito dai botanici Linneo (1707 - 1778) e Conrad Moench (1744 - 1805) nella pubblicazione " Methodus: 575" del 1794.

## Descrizione

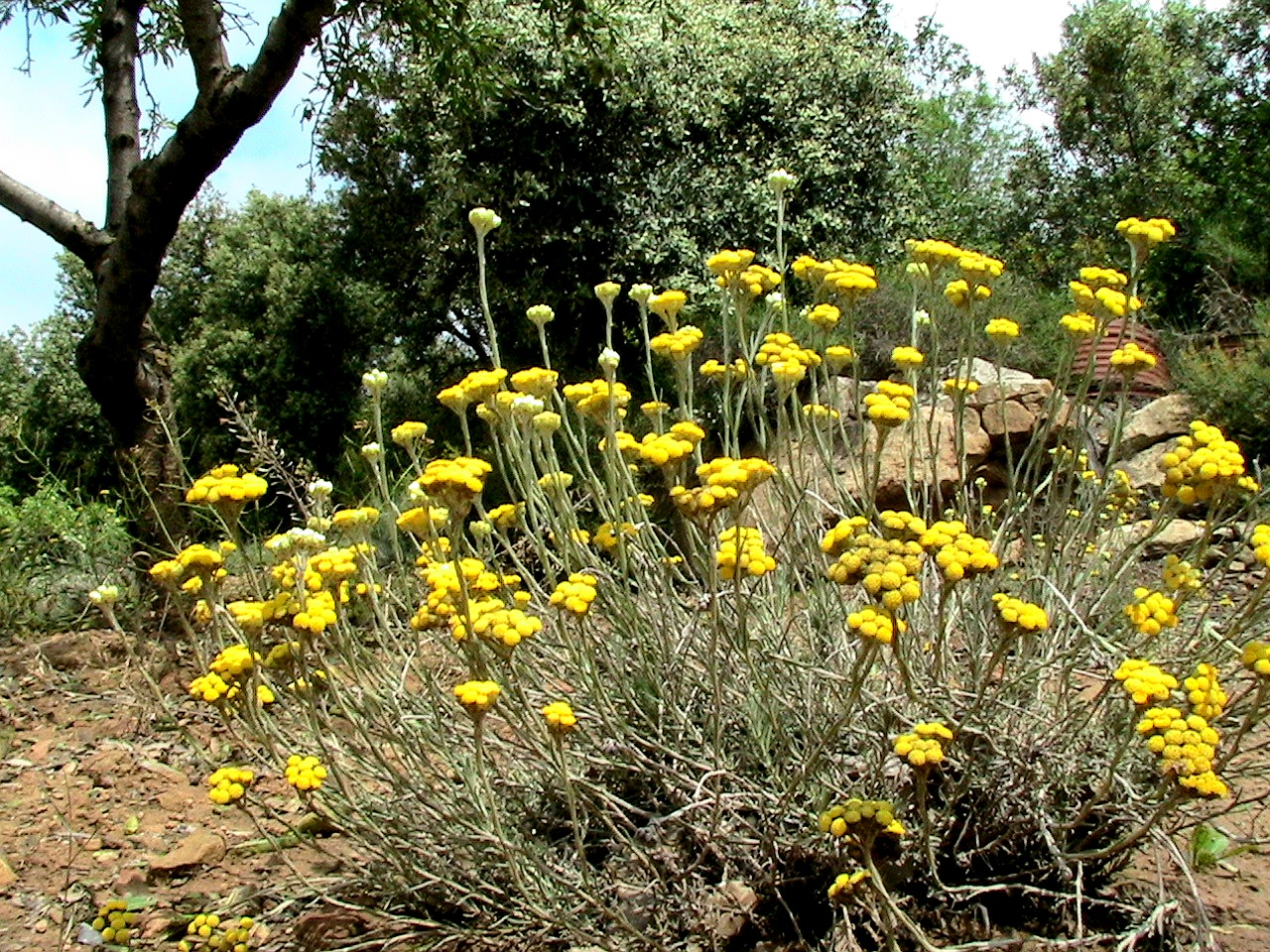
Il portamento

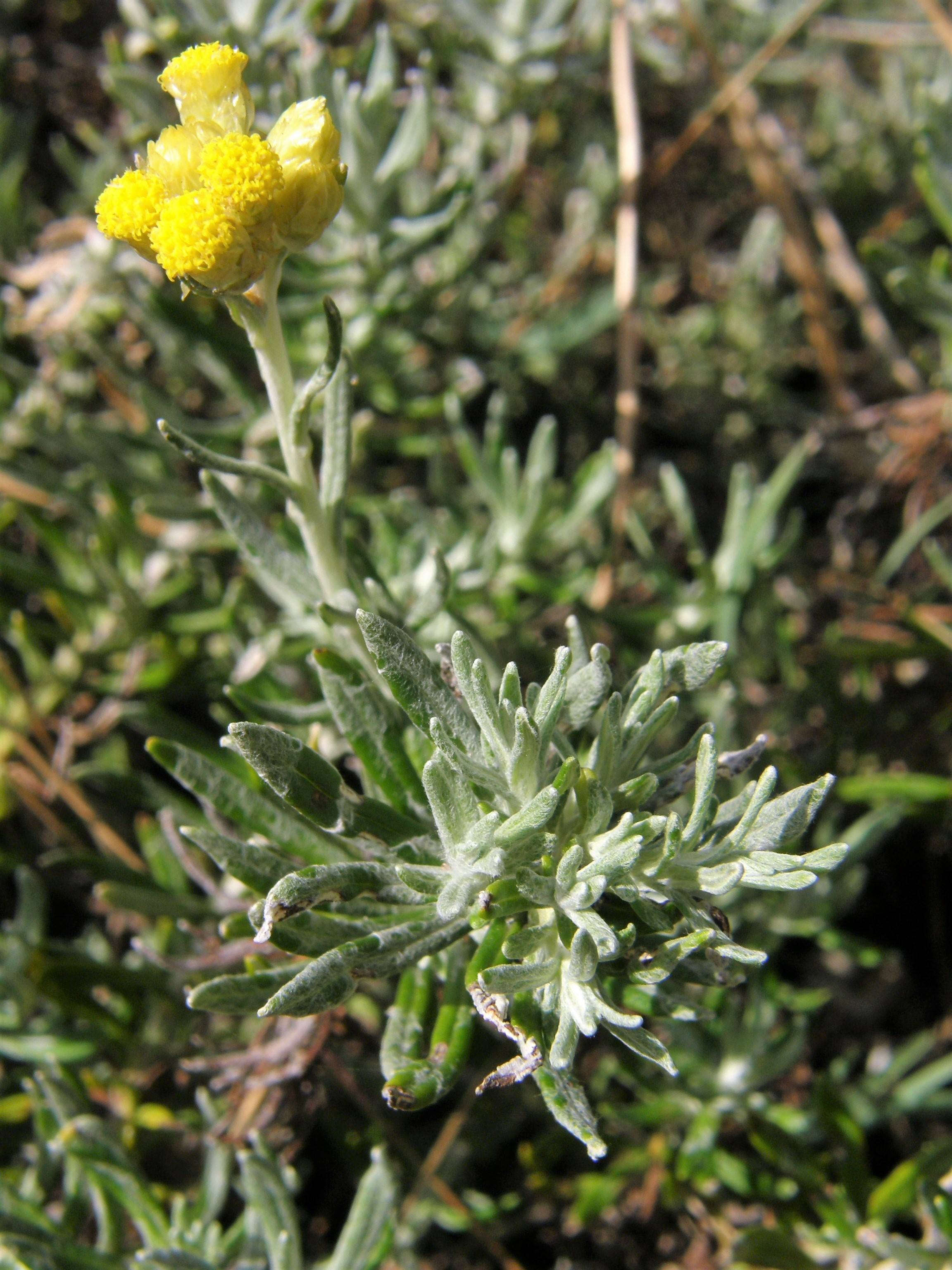
Le foglie

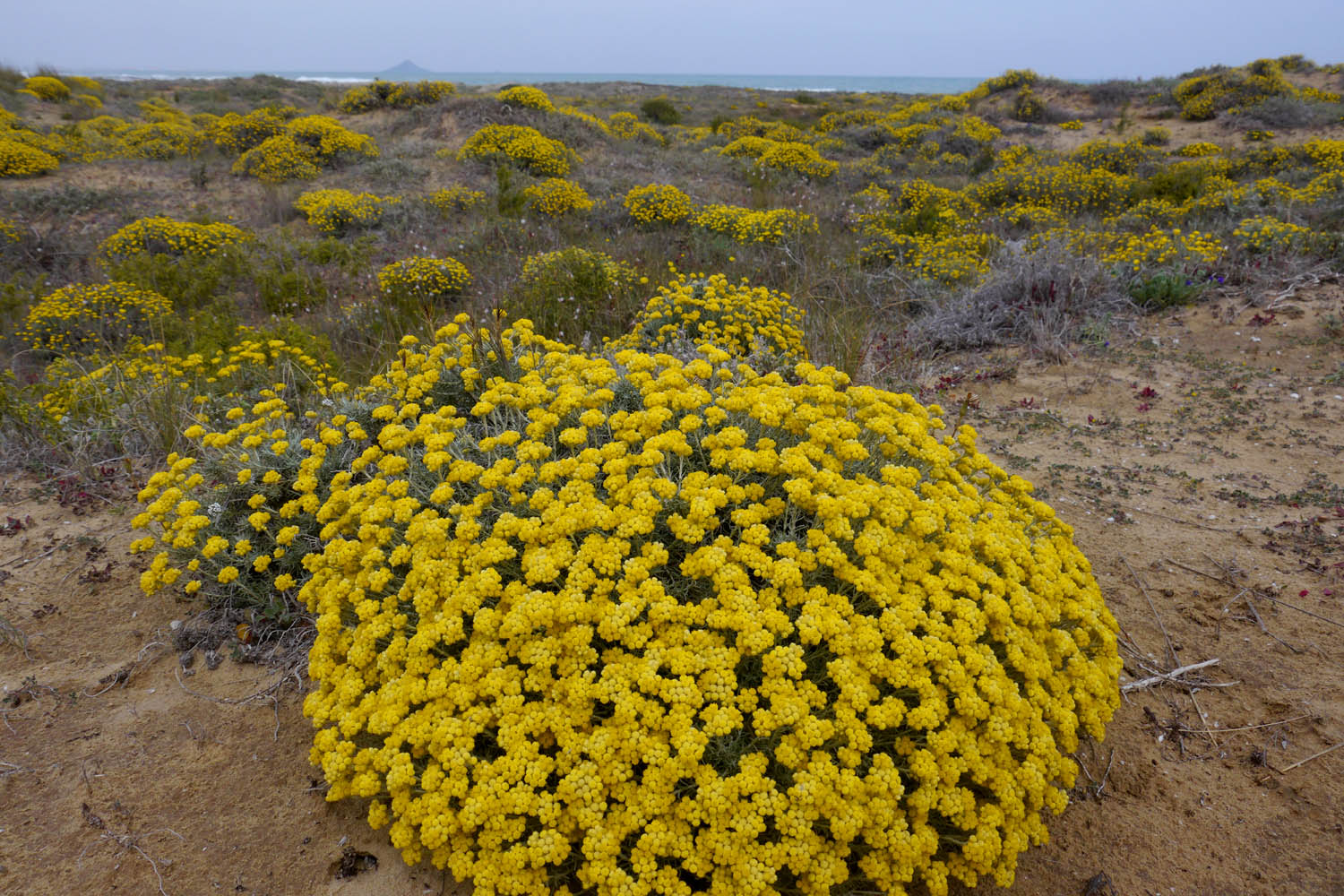
Infiorescenza

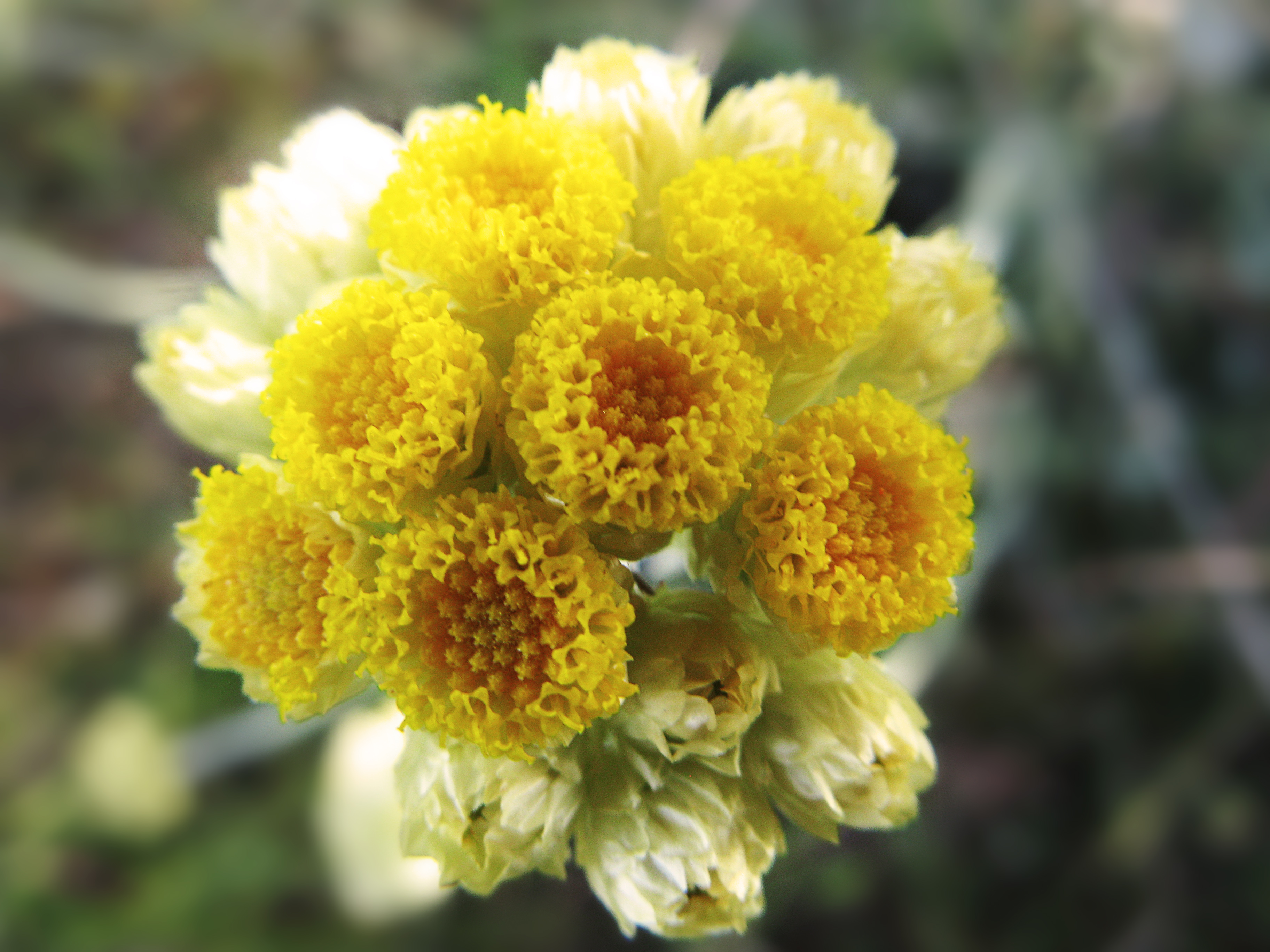
I fiori

Habitus. La specie di questa voce ha un habitus di tipo sub-arbustivo formante un denso pulvino. La forma biologica è camefita suffruticosa (Ch suffr), sono piante perenni e legnose alla base, con gemme svernanti poste ad un'altezza dal suolo tra i 2 ed i 30 cm (le porzioni erbacee seccano annualmente e rimangono in vita soltanto le parti legnose). I cauli di queste piante sono provvisti del floema, ma non di canali resiniferi; mentre i sesquiterpeni lattoni sono normalmente assenti (piante senza lattice).
Fusto. La parte aerea in genere è eretta, decombente o procombente (i rami si piegano verso la terra). Normalmente il fusto è unico densamente ramoso. La superficie è bianco-tomentosa per peli crespi caduchi. La parte ipogea è provvista di una modesta radice a fuso e numerose radichette da cui partono vari fusticini ramosi. Altezza media: 1 - 5 dm.
Foglie. Le foglie, cauline, in genere sono disposte in modo alternato e sono sessili. Quelle inferiori hanno la lamina intera con forme lineari; i margini sono continui (a volte sono revoluti). Spesso la superficie è tomentosa o lanosa (a volte anche stipitato o sessile-ghiandolare). Le foglie hanno un odore aromatico (se bruciata da secca emana un gradevole odore). Dimensione delle foglie: 0,5 - 2 x 5 – 25 mm.
Infiorescenza. Le sinflorescenze sono composte da 5 - 30 capolini raccolti in formazioni corimboso-pulvinate. Le infiorescenze vere e proprie sono formate da un capolino terminale peduncolato di tipo discoide (con fiori omogami) o disciforme (con fiori eterogami). I capolini sono formati da un involucro, con forme più o meno subsferiche, composto da diverse brattee, al cui interno un ricettacolo fa da base ai fiori. Le brattee, colorate da giallo-paglierino a giallo-bruno, a consistenza cartacea e lucide (a volte chitinose), sono disposte in modo più o meno embricato su più serie e sono libere o connate alla base (gli strati di stereoma sono divisi o indivisi); talora possono avere un margine ialino; la forma varia da ovate a lanceolate (quelle esterne) con apice acuto (ottuso in quelle interne). Il ricettacolo è nudo ossia senza pagliette (raramente ne è provvisto) a protezione della base dei fiori; la forma è piatta. Lunghezza dei capolini: 4 – 6 mm. Lunghezza delle brattee: 4 - 5,5 mm.
Fiori. I fiori (da 15 a 25 per capolino e lunghi 3,5 – 4 mm) sono tetra-ciclici (formati cioè da 4 verticilli: calice – corolla – androceo – gineceo) e pentameri (calice e corolla formati da 5 elementi). Sono inoltre tubulosi, attinomorfi e si distinguono in:
- fiori del disco esterni: sono femminili e filiformi o sub-radiati; oppure sono assenti;
- fiori del disco centrali: sono ermafroditi.

In questo gruppo di piante i fiori radiati (ligulati o del raggio) sono assenti; a volte sono confusi con i fiori femminili (tubulosi) del disco esterno più o meno sub-zigomorfi con un lembo piatto e possono essere interpretati come fiori del raggio.
- Formula fiorale:

*/x K {\displaystyle \infty }, [C (5), A (5)], G 2 (infero), achenio
- Calice: i sepali del calice sono ridotti ad una coroncina di squame.
- Corolla: la forma della corolla normalmente è tubolare con 5 lobi (raramente 4); i lobi hanno una forma deltata o più o meno lanceolata. I colori della corolla sono generalmente giallo (quelli interni) e bianco (quelli esterni).
- Androceo: l'androceo è formato da 5 stami sorretti da filamenti generalmente liberi; gli stami sono connati e formano un manicotto circondante lo stilo; le teche (produttrici del polline) sono prive di sperone, ma hanno la coda (una sola); le appendici apicali delle antere hanno delle piatte; il tessuto endoteciale (rivestimento interno dell'antera) è quasi sempre polarizzato (con due superfici distinte: una verso l'esterno e una verso l'interno). Il polline è di tipo echinato (con punte sporgenti) a forma sferica è formato inoltre da due strati di ectesine, mentre lo strato basale è spesso e regolarmente perforato (tipo “gnafaloide”).[7]
- Gineceo: l'ovario è infero uniloculare formato da 2 carpelli. Lo stilo (il recettore del polline) è intero o biforcato con due stigmi nella parte apicale. Gli stigmi hanno una forma troncata; possono essere ricoperti da minute papille o avere dei penicilli apicali. Le superfici stigmatiche sono separate.[7]
- Antesi: da (aprile) maggio a luglio.

Frutti. I frutti sono degli acheni con pappo. Gli acheni sono piccoli a forma variabile da oblunga a obovoidale (o colonnare); la superficie è glabra oppure percorsa da peli lunghi o corti, clavati o doppi; il pericarpo può essere percorso longitudinalmente da alcuni fasci vascolari o creste. Il pappo, prontamente caduco, in genere ridotto, è formato da una serie di diverse setole capillari (piumose o barbate; ma mai nella parte inferiore) connate o libere.

## Biologia
Impollinazione: l'impollinazione avviene tramite insetti (impollinazione entomogama tramite farfalle diurne e notturne).

Riproduzione: la fecondazione avviene fondamentalmente tramite l'impollinazione dei fiori (vedi sopra).

Dispersione: i semi (gli acheni) cadendo a terra sono successivamente dispersi soprattutto da insetti tipo formiche (disseminazione mirmecoria). In questo tipo di piante avviene anche un altro tipo di dispersione: zoocoria. Infatti gli uncini delle brattee dell'involucro (se presenti) si agganciano ai peli degli animali di passaggio disperdendo così anche su lunghe distanze i semi della pianta. Inoltre per merito del pappo il vento può trasportare i semi anche a distanza di alcuni chilometri (disseminazione anemocora).

## Distribuzione e habitat

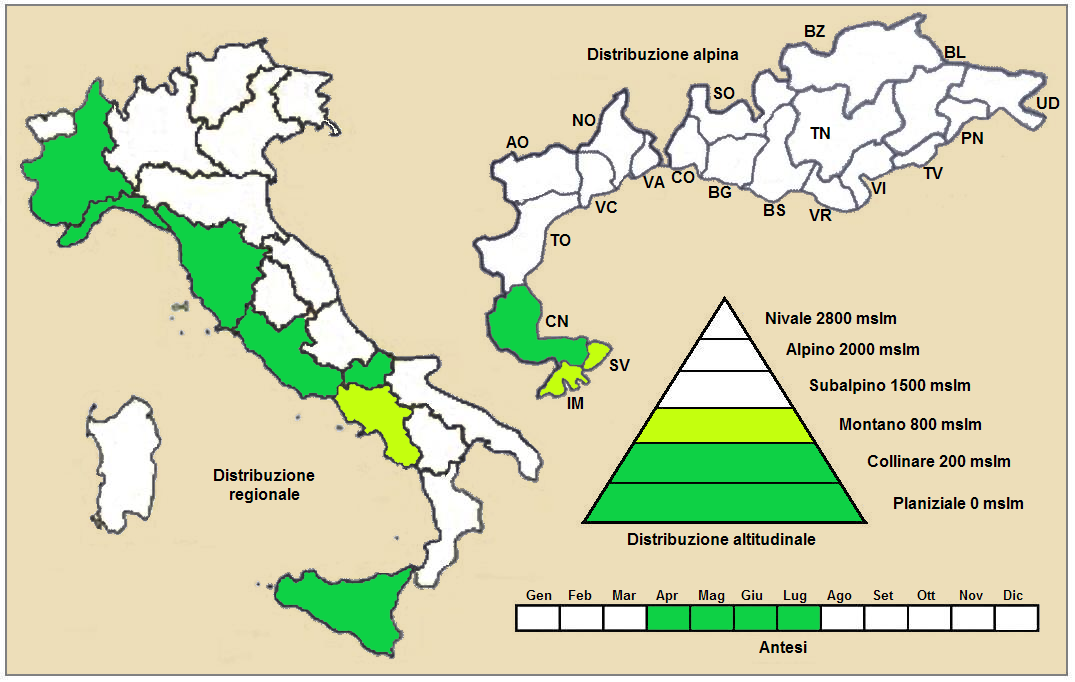
Distribuzione della pianta (Distribuzione regionale – Distribuzione alpina)

Geoelemento: il tipo corologico (area di origine) è Ovest Mediterraneo / Steno-Mediterraneo.
Distribuzione: in Italia è una specie rara e la si trova a macchia di leopardo lungo la costa tirrenica Fuori dall'Italia, sempre nelle Alpi, questa specie si trova in Francia. Sugli altri rilievi collegati alle Alpi è presente nel Massiccio del Giura, Massiccio Centrale e Pirenei. Nel resto dell'Europa e dell'areale del Mediterraneo si trova dalla Penisola Iberica all'Anatolia compresa l'Africa settentrionale e la Penisola Arabica.
Habitat: l'habitat preferito per queste piante sono le macchie e le garighe. Il substrato preferito è calcareo ma anche siliceo con pH neutro, bassi valori nutrizionali del terreno che deve essere arido.
Distribuzione altitudinale: sui rilievi alpini, in Italia, queste piante si possono trovare fino a 800 m s.l.m.; nelle Alpi frequentano quindi i seguenti piani vegetazionali: collinare e in parte quello montano (oltre a quello planiziale).

### Fitosociologia

#### Areale alpino
Dal punto di vista fitosociologico alpino la specie di questa voce appartiene alla seguente comunità vegetale:
Formazione: comunità delle lande di arbusti nani e delle torbiere
Classe: Rosmarinetea.

#### Areale italiano
Per l'areale completo italiano la specie di questa voce appartiene alla seguente comunità vegetale:
Macrotipologia: vegetazione alofila costiera e continentale e delle dune sabbiose.
Classe: Helichryso-crucianelletea maritimae (Sissingh 1974) Géhu, Rivas-Martínez & Tüxen in Géhu, 1975
Ordine: Helichryso-crucianelletali maritimae Géhu, Rivas-Martínez & Tüxen, 1973
Alleanza: Crucianellion maritimae Rivas Goday & Rivas-Martinez, 1958
Descrizione. L'alleanza Crucianellion maritimae è relativa alle comunità camefitiche retrodunali mediterraneo-occidentali che si sviluppano sulle dune semi-fisse.
Specie presenti nell'associazione: Pycnocomon rutifolium, Helichrysum stoechas, Helichrysum italicum, Schrophularia ramosissima, Armeria pungens, Seseli tortuosum, Anchusa crispa, Rouya polygama, Astragalus thermensis, Linaria cossonii, Lotus cytisoides, Silene velutina, Anchusa crispa, Thymelaea tartonraira, Crucianella marittima, Pancratium maritimum, Helichrysum microphyllum, Ephedra distachya e Ononis ramosissima.

## Tassonomia
La famiglia di appartenenza di questa voce (Asteraceae o Compositae, nomen conservandum) probabilmente originaria del Sud America, è la più numerosa del mondo vegetale, comprende oltre 23.000 specie distribuite su 1.535 generi, oppure 22.750 specie e 1.530 generi secondo altre fonti (una delle checklist più aggiornata elenca fino a 1.679 generi). La famiglia attualmente (2021) è divisa in 16 sottofamiglie; la sottofamiglia Asteroideae è una di queste e rappresenta l'evoluzione più recente di tutta la famiglia.

### Filogenesi
Il genere della specie di questa voce è descritto nella tribù Gnaphalieae (una delle 21 tribù della sottofamiglia Asteroideae) e in particolare nella sottotribù Relhaniinae. Da un punto di vista filogenetico, la tribù Gnaphalieae fa parte del supergruppo (o sottofamiglia) "Asteroideae grade"; l'altro è il supergruppo "Non-Asteroideae" contenente il resto delle sottofamiglie delle Asteraceae. All'interno del supergruppo è vicina alle tribù Senecioneae, Calenduleae, Astereae e Anthemideae.
Helichrysum, comprendente oltre 500 specie (è il più grande genere della tribù Gnaphalieae), appartiene al clade Hap, un gruppo informale della sottotribù Gnaphaliinae che occupa una posizione più o meno "basale" ed è "fratello" ai cladi Flag e Australasian. Le specie di questo clade sono caratterizzate dalla divisione dello stereoma sulle brattee involucrali (hanno la base libera) e differiscono dalle "gnaphalie s.s." per i pochi e piccoli capolini, con forme cilindriche e con poche serie di brattee involucrali.
Tutte le specie del genere Helichrysum della flora spontanea italiana appartengono al clade dell'areale congiunto Mediterraneo-Asia e alla sez. Stoechadina (gruppo monofiletico). Si ipotizza che il genere, dall'Africa meridionale (probabile origine del gruppo) giunto nella regione mediterranea, si sia diversificato ed espanso ad est fino all'Asia occidentale e centrale e contemporaneamente abbia subito una riduzione del portamento legnoso.
Sandro Pignatti, nella pubblicazione "Flora d'Italia" (seconda edizione) ha diviso il genere (sempre in relazione alle specie presenti in Italia) in tre gruppi. La specie di questa voce appartiene al gruppo "A" caratterizzato da capolini lunghi quanto sono larghi, da piante gracili e da foglie molli (altra specie del gruppo è H. hyblaeum). In particolare in questa flora la specie di questa voce è a capo del "Complesso di H. stoechas" comprendente alcune specie (H. barrelieri, H. conglobatum e H. preslianum) considerate da altre checklist sinonimi di H. stoechas (vedi più avanti). I caratteri più distintivi per questo gruppo sono: le foglie inferiori variano da lineari-filiformi a spatolate a obovate; i capolini sono lunghi 5 – 6 mm con un diametro di 5 – 7 mm; gli acheni sono lunghi 0,7 – 1 mm e sono ghiandolosi.
I caratteri distintivi per la specie  Helichrysum stoechas sono:
- i fiori sono 15 - 25 per capolino e sono lunghi 3,5 - 4 mm.

Il numero cromosomico della specie è: 2n = 28 .

### Variabilità
La variabilità in questa specie si manifesta nella lunghezza e larghezza delle foglie, nella statura maggiore e una inflorescenza più ampia. Per questa specie sono riconosciute le seguenti sottospecie:

#### Sottospeciestoechas

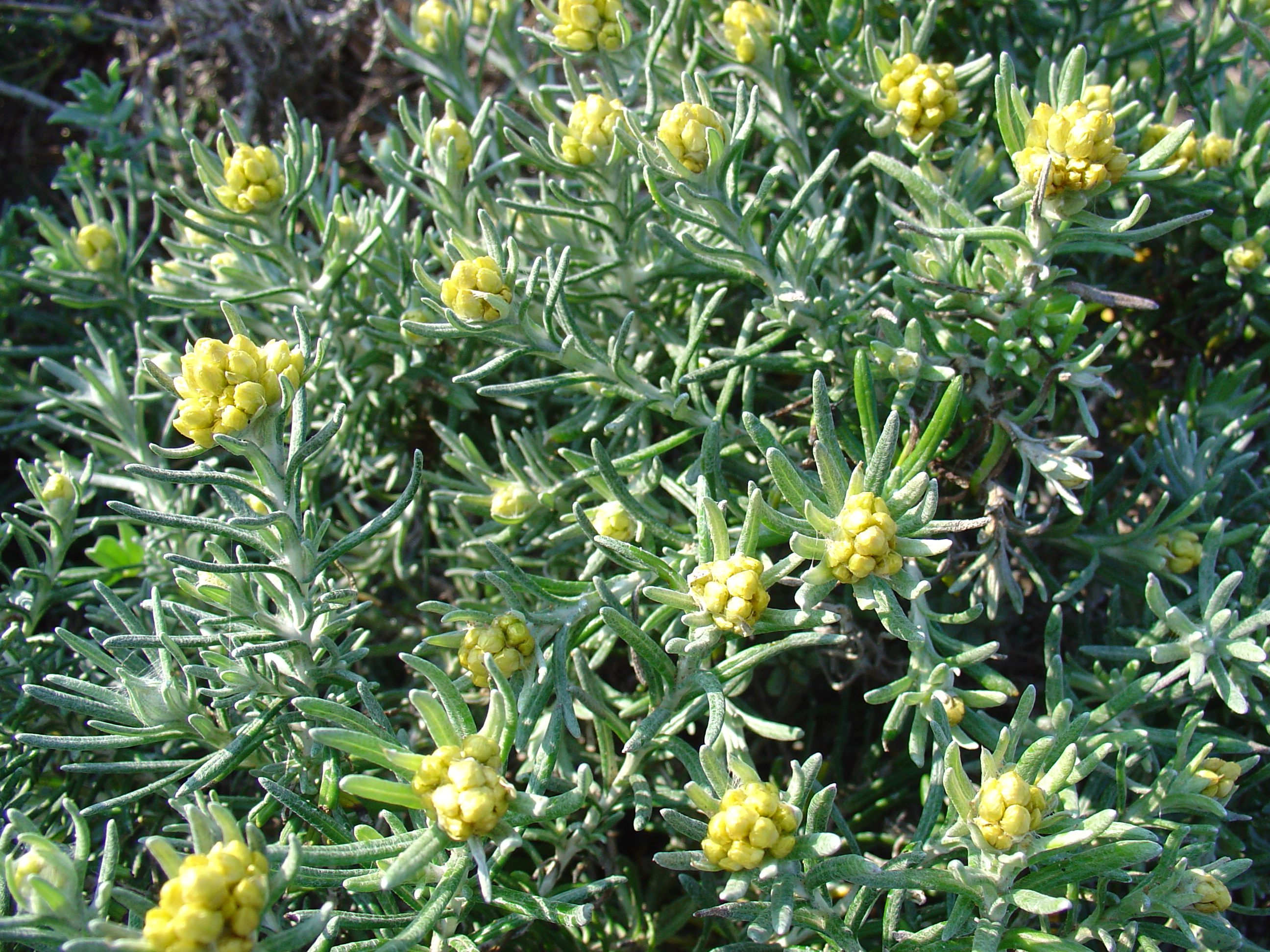
Subsp. stoechas

- Nome scientifico: Helichrysum stoechas subsp. stoechas
- Nome comune: perpetuini profumato.
- Descrizione: (è la stirpe principale descritta all'inizio) si differenzia per le foglie inferiori più lineari-filiformi, per i capolini lunghi 5 - 6 mm e diametro 5 - 7 mm e per gli acheni lunghi 0,7 - 1 mm con superficie ghiandolosa.
- Distribuzione: Mediterraneo occidentale (compresa l'Italia).

#### Sottospeciebarrelieri

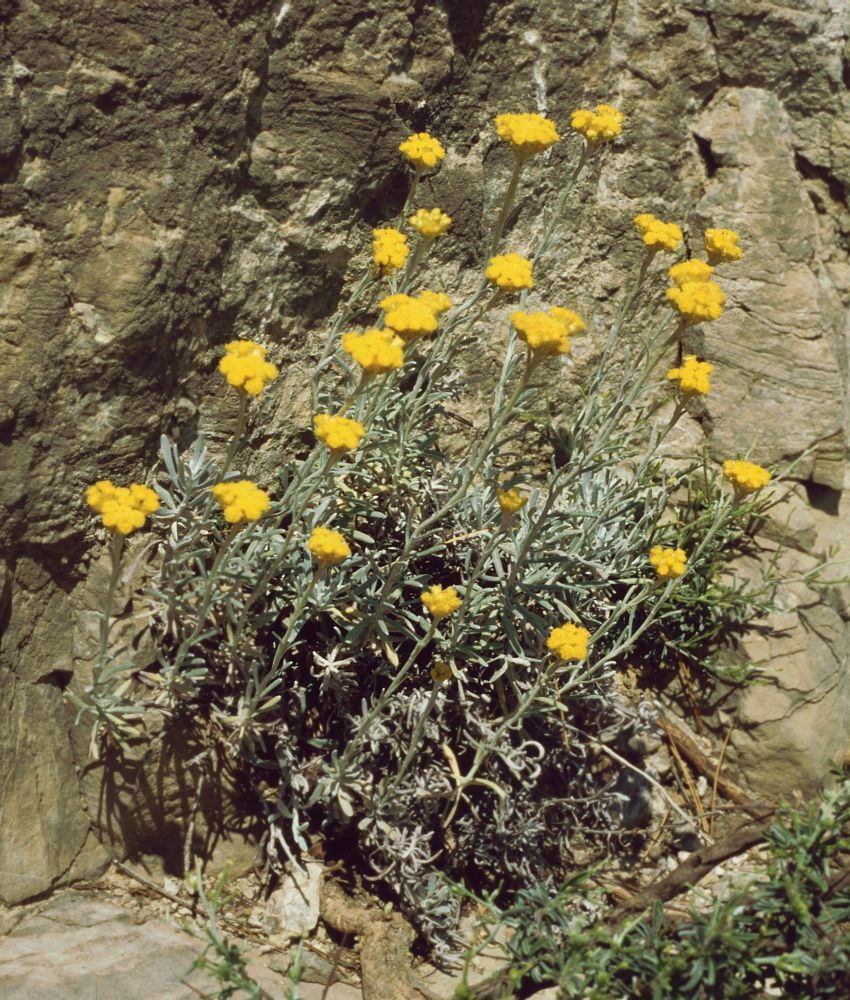
Subsp. barrelieri

- Nome scientifico: Helichrysum stoechas subsp. barrelieri (Ten.) Nyman, 1879.
- Nome comune: perpetuini di Barrelier.
- Descrizione: i rami sono arcuato-ascendenti; la forme delle foglie varia da ampiamente lineare a strettamente spatolata con margini revoluti (dimensione delle foglie: 0,5 - 2 x 10 - 20 mm); le sinflorescenze si compongono di 10 - 15 capolini colorati di giallo chiaro; i fiori, per capolino, sono 25 - 35 e sono lunghi 3 - 3,5 mm.
- Corologia: il tipo corologico (area di origine) è Steno-Mediterraneo.
- Distribuzione: Mediterraneo orientale. In Italia si trova nel Salento e nel Gargano.
- Habitat: l'habitat preferito sono le rocce calcaree e le garighe semirupestri.
- Distribuzione altitudinale: fino a 250 m s.l.m..
- Fitosociologia: per l'areale completo italiano la specie di questa voce appartiene alla seguente comunità vegetale:

Macrotipologia: vegetazione alofila costiera e continentale e delle dune sabbiose
Classe: Crithmo maritimi-staticetea Br.-Bl. in Br.-Bl., Roussine & Nègre, 1952
Ordine: Crithmo maritimi-staticetalia Molinier, 1934
Alleanza: Crucianellion rupestris Brullo & Furnari, 1988
Descrizione. L'alleanza Crucianellion rupestris è relativa alle comunità alofile che si sviluppano su rocce calcaree e calcarenitiche, limitatamente alla fascia più vicina alla riva. La cenosi si sviluppa nel bioclima Mediterraneo, e nei piani bioclimatici inframediterraneo semiarido e termomediterraneo secco. La distribuzione è relativa a Malta, Lampedusa e Sicilia occidentale.
Specie presenti nell'associazione: Limonium cyrenaicum, Limonium subrotundifolii, Limonium lopadusanum, Chiliadenus lopadusanus, Crucianella rupestris, Cichorium spinosum, Hypericum aegypticum, Frankenia hirsuta, Helichrysum stoechas subsp. barrelieri.
Nota: nella "Flora d'Italia" (seconda edizione) questa sottospecie è descritta come Helichrysum barrelieri (Ten.) Greuter.
Nella "Flora d'Italia" (seconda edizione) sono descritte altre due specie considerate sinonimi di H. stoechas subsp. barrelieri. Nella stessa pubblicazione si ammette la complessità della nomenclatura attuale derivate soprattutto per la scarsità del materiale e dubbiosità delle varie segnalazioni.
- Nome scientifico: Helichrysum preslianum  C.Brullo & Brullo

- Nome comune: perpetuini siciliano.
- Descrizione: i rami sono arcuato-ascendenti ma sono gracili; le foglie inferiori sono lineari-spatolate, piane e arrotondate all'apice (dimensioni delle foglie: 1 - 2,5 x 5 - 25 mm); i corimbi sono compatti con 5 - 20 capolini; l'involucro ha delle forme emisferiche di 5 - 7 mm; il colore delle brattee varia da giallo-paglierino a giallo-bruno; i fiori sono lunghi 3 mm.
- Corologia: il tipo corologico (area di origine) è  Sud Europeo.
- Distribuzione: è una varietà rara e si trova in Sicilia (Palermo).
- Habitat: l'habitat preferito sono le garighe semirupestri.
- Distribuzione altitudinale: da 400 a 700 m s.l.m..
- Antesi: da maggio a giugno.

- Nome scientifico: Helichrysum conglobatum  Steud. .

- Nome comune: perpetuini conglobato.
- Descrizione: i rami sono prostrato-diffusi; le foglie inferiori sono obovate, piane ed acute all'apice (dimensioni delle foglie: 0,8 - 6 x 5 - 20 mm); i corimbi sono compatti con 5 - 30 capolini; l'involucro è emisferico di 4 - 5 mm; il colore delle brattee varia da giallo-dorato a giallo-bruno; i fiori sono 20 - 40 per capolino e sono lunghi 4 - 5 mm.
- Corologia: il tipo corologico (area di origine) è  Steno-Mediterraneo.
- Distribuzione: è una varietà rara e si trova in Sicilia sud-orientale.
- Habitat: l'habitat preferito sono le sabbie e le scogliere calcaree.
- Distribuzione altitudinale: fino a 50 m s.l.m..

### Sinonimi
Sono elencati alcuni sinonimi per questa entità:
- Gnaphalium stoechas L.

Sinonimi della sottospecie barrelieri
- Gnaphalium barrelieri Ten.
- Gnaphalium cespitosum C.Presl
- Gnaphalium scandens  Sieber ex DC.
- Gnaphalium siculum  Spreng.
- Helichrysum barrelieri (Ten.) Greuter
- Helichrysum cespitosum  DC.
- Helichrysum cespitosum var. longifolium  Guss.
- Helichrysum conglobatum  Steud.
- Helichrysum elegans  C.Presl
- Helichrysum preslianum  C.Brullo & Brullo
- Helichrysum scandens  Guss.
- Helichrysum siculum  (Spreng.) Boiss.
- Helichrysum sulfureum  P.Candargy

Sinonimi della sottospecie stoechas
- Gnaphalium arenarium   Aubry
- Gnaphalium citrinum   Lam.
- Gnaphalium collinum   Salisb.
- Gnaphalium decumbens  Lag.
- Gnaphalium rupestre  Pourr.
- Gnaphalium siculum   Ten.
- Helichrysum algarbiensis   Jord. & Fourr.
- Helichrysum biterrense   H.J.Coste & Mouret
- Helichrysum brachycladum  Jord. & Fourr.
- Helichrysum citrinum   Nyman
- Helichrysum collinum   Jord. & Fourr.
- Helichrysum decumbens  Cambess.
- Helichrysum flexiramum   Jord. & Fourr.
- Helichrysum lanuginosum  Dulac
- Helichrysum lutescens   Jord. & Fourr.
- Helichrysum maritimum  Jord. & Fourr.
- Helichrysum monspeliense  Jord. & Fourn.
- Helichrysum olonnense   Jord. & Fourr.
- Helichrysum parvulum   Jord. & Fourr.
- Helichrysum rigens  Jord. & Fourr.
- Helichrysum sabulosum  Jord. & Fourr.
- Helichrysum stoechadense  St.-Lag.
- Helichrysum stoechas var. argentatum  P.Palau
- Helichrysum stoechas var. maritimum  (Jord. & Fourr.) Rouy
- Helichrysum syncladum   Jord. & Fourr.

## Uso
Fiori e foglie sono usati per le loro proprietà terapeutiche, principalmente balsamiche. È abbondante tra le dune costiere del Parco naturale di Migliarino, San Rossore, Massaciuccoli, dove viene utilizzato nella produzione di un particolare miele millefiori denominato "Miele della spiaggia".